# بيرة في نادي البلياردو

غلاف رواية بيرة في نادي البلياردو

بيرة في نادي البلياردو (Beer in the Snooker Club) هي الرواية الوحيدة للكاتب المصري وجيه غالي، كُتبتْ باللغة الإنجليزية أثناء إقامة «غالي» في أوروبا بين برلين ولندن في الستينيات، وتعتبر سيرة شبه ذاتية للكاتب، نُشرت لأول مرة عام 1964 عن دار بينجوين الإنجليزية.

## ملخّص الرواية
تجري أحداث الرواية -بشكل أساسي- بين القاهرة، ولندن، فترة ما بعد ثورة يوليو 1952، وبعد حرب السويس، تبدو الرواية على السطح وكأنها تنتمي لأدب ما بعد الكولونيالية، فالراوي/البطل، شاب مصري قبطي تلقّى تعليماً بريطانياً وتشبّع بالثقافة الفرانكوفونية، ويواجه «رام» البطل -أو راموس، المصري الكاثوليكي- أزمة فكرية نتيجة صراعه الداخلي بين انتماؤه الجليّ للثقافة البريطانية المستعمرة وبين محاولاته للتواصل مع الثقافة والشارع المصري وباعتباره من جيل الثورة المصرية الذي يُفترض به أن يقاوم الاستعمار وفي الواقت ذاته يرضى بالسياسات المحلية القمعية التي شهدها العهد الناصري.
تميّزت الرواية بالأسلوب الساخر أو الكوميديا السوداء، يبدو «رام» كشاب غير مبال، ولا يجد حرجاً من السخرية من المظاهر الاجتماعية للطبقة الراقية، وثيمة المقارنة بين الطبقة المصرية الراقية والطبقة المطحونة غالبة على الرواية، لكنه كذلك يعقد مقارنات بين الشباب الإنجليزي العادي والشباب المصري حين يسافر إلى لندن مع صديقه الأقرب «فونت»، وحبيبته «إدنا» اليهودية الثرية، وكلاهما مصريين. الرواية بها مسحات من الفكر الثوري الذي قد يميّز شاباً في سنه يعاني من الإحباط الحضاري، وينم أسلوبه عن ثقافة ووعي، تتطوّر الرواية لتُظهر الجوانب الهشّة من شخصية «رام»، فهو يعاني من الضيق المالي، وفي الوقت ذاته فهو يسلك حياة مستهترة أو مرفهة لا تناسب مستوى عائلته المالي، لذا يضطر في أحيان كثيرة إلى الاعتماد على كرم معارفه أو أصدقاؤه.

## شخصيات الرواية

### رام
أو راموس، بطل الرواية، شاب مصري كاثوليكي ينتمي لعائلة أرستقراطية فقدت أملاكها بعد ثورة يوليو، يتيم وتولتْ أمه تربيته، خالته هي الشخص الأكثر نفوذاً في عائلته والتي لا تزال تملك الثروة، يتخرج رام في كلية الطب جامعة القاهرة ويحكي أحياناً عن مواقف شارك فيها لمقاومة الإنجليز، أو الحكومة المصرية قبل الثورة، يسافر مع صديقيه «فونت» و«إدنا» إلى لندن وهناك تتعقّد علاقته بكليهما ويمرّ «رام» بأزمة نفسية تؤثر على شخصيته، في الرواية -بعد هذه الرحلة- يخاطبه «فونت» قائلاً: «لقد تغيّرت، لم أعد أعرفك.»
تلمّح الرواية إلى تورّط رام في نشاط الحزب الشيوعي المصري-المحظور- وقتئذ، وأنه كانت في حوزته صور لأفراد تعرضوا للتعذيب في معتقلات الحكومة المصرية الناصرية.

### فونت
صديق «رام» منذ الطفولة، وهو - مثل رام- قاريء مثقف ومتشبع بالثقافة الأنجلوفونية والفرانكفونية، شارك «فونت» في حرب السويس وجُرح. وأفكاره المثالية المتطرفة تقوده إلى أن يعمل كبائع متجول، في مشهد يسخر منه أصدقاؤه وأصدقاء رام في سوق مصري بسيط، ويدعوه أحد الأصدقاء الأثرياء إلى إدارة نادي بلياردو يمتلكه، حيث تتمركز أغلب أحداث الرواية.

### إدنا
فتاة يسارية ذات شخصية قوية، يهودية من عائلة سيلفا الثرية، يلتقي بها «رام» لأول مرة في عشاء عائلي، تنجذب إليه بسبب ميوله الثورية، حيث ينهال ضرباً على شاب يماثل سنه، بسبب آراء الشاب السياسية - الذي تلقى تعليمه في الولايات المتحدة الأمريكية، رام وإدنا يطوّران معاً علاقة عاطفية، لكن «رام» ضعيف الثقة بالنفس ويشكك كثيراً في حب إدنا له، ويظن أنها تشفق عليه فحسب.

### ديدي نخلة
فتاة مرفهة، تنتمي إلى عائلة ثرية، شخصيتها سطحية بالمقارنة مع صديقيّ رام المقربين، التقت بـ«رام» للمرة الأولى في لندن، وقد تطوّرت علاقتهما بعد ذاك لتغرم به «ديدي» في حين أن الأمر ليس ذاته بالنسبة لـ«رام» لأنه لم يزل يحب «إدنا»، بعد أن ينفصل عن إدنا، ولأن «ديدي» ثرية، يستغل «رام» غرامها به ليعرض عليها الزواج في نهاية الرواية، في مشهد كوميدي.

## الأسلوب الأدبي
تنتمي الرواية إلى الأدب الواقعي، وتتميز بوجود عناصر من السخرية سواء المبطنة أو الصريحة، أسلوب الرواية بسيط أدبياً، فلم يهتم وجيه غالي بالزخرفة الشعرية أو بتكوين شخصيات رومانتيكية أو مأساوية بل بنقل الواقع الصريح، وإن كان البعض يرى أن بطل الرواية «رام» هو بطل مأساوي لكن بالمقاييس العصرية، الرواية لا تختلف كثيراً عن جيل الستينيات الروائي سواء فنياً أو ذوقياً، فهي تسلك نفس الأسلوب الأدبي المميز لهذه الحقبة، كما أن التكوين النفسي والاجتماعي للشخصيات يتوافق مع الاعتبارات الثقافية لهذه الفترة، مثل الاقتباسات لأدباء عالميين، كديستويفسكي وفرجينيا وولف، وكذلك الاهتمام بالإحالات أو التلميحات السياسية، سواء للسياسة الدولية أو المصرية المحلية.
الرواية ليست ثرية بالأحداث، التطور الدرامي بطيء نوعاً ما وإن تميّزت بالأساس بثراء الحوارات، حيث أن حوارات الرواية العميقة والكوميدية هي ما يدعمها.

## آراء حول الرواية
«بيرة في نادي البلياردو واحدة من أحسن الروايات المكتوبة عن مصر، وقد أبدع وجيه غالي في رسم رام، شخصيته الرئيسية، وطنياً ولكنه محب لإنجلترا رغم ذلك، بطلاً مأساوياً، فكهاً. وجذاباً، ومن خلاله يقدم لنا المؤلف وصفاً صادقاً دقيق الملاحظة للمجتمع المصري في فترة جيشان عظيم». أهداف سويف.
«هذا الكتاب مدهش، هاديء، خفيض النبرة، يبدو في الظاهر دون أي ادعاءات فنية أو شكلية، ولكنه، على ذلك، مدمر تماماً باستبصاراته الإنسانية والسياسية، واذا ما أردت أن تنقل لأي امريء ما كانت مصر عليه في أربعينيات وخمسينيات القرن الماضي، ولماذا كان محالاً علي الأوروبيين أو الأمريكيين أن يفهموا، فأعطه هذا الكتاب، إنه يجعل رباعية الإسكندرية للورنس داريل تلوح أشبه بكتيب سياحي، وهي كذلك في الحقيقة...». غابرييل جوسيبوفتشي.

## تفاصيل أخرى
نشرت أول ترجمة لأجزاء من الرواية في جريدة أخبار الأدب المصرية في صيف 2006 ترجمة إيمان مرسال وريم الريس بالإضافة لأول بيبلوجرافيا عن وجيه غالي لإيمان مرسال.
نُشرتْ أول ترجمة عربية للرواية عام 2006، عن دار العالم الثالث، ترجمة هناء نصير، ومراجعة وتقديم أ.د.ماهر شقيق فريد.
تصدر ترجمة إيمان مرسال وريم الريس عن دار الشروق المصرية في ربيع 2012.

## الهوامش
1. ↑  د.ماهر شفيق فريد. تصدير. بيرة في نادي البلياردو. الطبعة الأولى 2006. دار العالم الثالث.
2. ↑  مقالة: "وجه قبيح". لأهداف سويف. 1986، لندن ريفيو أوف بوكس.
3. ↑  Fearless fiction and non-fiction from an award-winning publisher - Serpent's Tail Books نسخة محفوظة 5 ديسمبر 2010 على موقع واي باك مشين.

4- البحث عن وجيه غالي
http://www.aawsat.com/details.asp?issueno=10261&article=428577

## وصلات خارجية
بيرة وجيه غالي، في صحة النكسة بعد أربعين عاماً